# Villeneuve-sur-Cher
Villeneuve-sur-Cher település Franciaországban, Cher megyében. Lakosainak száma 403 fő (2022. január 1.). Villeneuve-sur-Cher Civray, Morthomiers, Plou, Saint-Florent-sur-Cher és Sainte-Thorette községekkel határos.

## Népesség
A település népessége az elmúlt években az alábbi módon változott:
| Lakosok száma | 358  | 371  | 425  | 422  | 461  | 465  | 444  | 420  | 411  | 403  |
|               | 1968 | 1982 | 1990 | 2006 | 2013 | 2015 | 2017 | 2019 | 2020 | 2022 |